# Christopher Street station (IRT Ninth Avenue Line)
La estasión de Christopher Street fue una estación de la desaparecida línea IRT Ninth Avenue en Manhattan, Nueva York. Tenía tres vías, una plataforma isla y dos plataformas laterales. Daba servicio a los trenes de la línea IRT Ninth Avenue . Se inauguró el 3 de noviembre de 1873 y se cerró el 11 de junio de 1940. El 25 de febrero de 1908, Hudson and Manhattan Railroad construyó una estación de metro justo al este de esta como parte de la extensión entre Hoboken y 33rd Street.